# Guðmundur Björnsson
Guðmundur Björnsson, född 12 oktober 1864 i Víðidalur, död 7 maj 1937, var en isländsk läkare. 
Guðmundur blev student 1887, candidatus medicinæ 1894, distriktsläkare i Reykjavik 1896 och var landsläkare på Island 1906–1931. Han var folkvald medlem av alltinget 1905–1908 och kungavald 1913–1915. Han deltog med stort intresse i diskussionen om offentliga angelägenheter. Han verkade främst för läkarväsendets utveckling på Island och för förbättring av hälsoförhållandena. Han var mycket verksam vid inrättandet av ett sanatorium för tuberkulösa och sjukförsäkring.